# محمود البريكان
محمود داود البريكان (1931 - 2 شباط/فبراير 2002) شاعر عراقي. ولد في مدينة البصرة. تخرّج في كليّة الحقوق في جامعة بغداد. عمل مدرّسًا للغة العربية في ثانويات العراق والكويت، حتى أحيل إلى التقاعد. نشر شعره في كثير من الصحف والمجلّات العراقية. له ديوان شعر.

## سيرته
ولد محمود في محلة الرشيدية في مدينة الزبير في محافظة البصرة عام 1929م، كان والده تاجر قماش معروفاً في البصرة والكويت، وجده تاجر خيل وشيخ عشيرة، وللبريكان ستة إخوة، ترتيبه الثاني بينهم.
تأثر البريكان في صباه بجده لأمه الذي كانت له مكتبة بيتية كبيرة تحتوي على مجلات ودوريات وكتب أدبية ومراجع مما جعل محمود يتأثر بهذه المكتبة، وعرف الكتاب طريقه إليه من خلالها، ثم درس في مدرسة النجاة التي ساهم والده في تأسيسها، وكانت أول مدرسة أهلية نظامية في قضاء الزبير، وبعد ذلك التحق بالإعدادية المركزية في العشار، ثم درس الحقوق (القانون) في جامعة دمشق، وعمل لفترة قصيرة معلما في دولة الكويت، ثم عمل لأكثر من 30 عاما مدرسا للغة العربية والأدب في معهد المعلمين في البصرة حتى أحيل على التقاعد مطلع التسعينات.
يعد محمود البريكان من الشعراء الرواد والمجددين في الشعر العربي مثل السياب ونازك الملائكة وبلند الحيدري وعبد الوهاب البياتي وأمل دنقل وغيرهم. كان السيّاب من أصدقاء البريكان المقربين، يتردّد عليه دوماً ويقرآن على بعضهما قصائدهما الجديدة، وفي مرة عندما كان السيّاب يزور البريكان في بيته بمدينة البصرة جنوب العراق، وبدآ يتناوبان قراءة قصائدهما، قرأ عليه البريكان إحدى قصائده الجديدة، تجلّى السيّاب مع القصيدة فنهض وضرب بقبضته على الطاولة وصاح بصوتٍ مرتفع: «هذا هو الشعر.. هكذا يكون الشعر».
في عام 1951 كتب البريكان ملحمته الشعرية الطويلة «أعماق المدينة».. قرأها على السيّاب فأعجبته كثيراً، وبعد ذلك بثلاث سنين قال له السيّاب إنه استلهم منها قصيدته الطويلة «حفّار القبور»، وقال في وصفها: هي قصيده «بريكانية»..
إضافة إلى عظمة الإبداع الشعري عند محمود البريكان، كان الملمح الأبرز في حياته هو العزلة، والعزوف عن النشر والظهور في المحافل الأدبية والأمسيات الشعرية، ومن أبرز أسباب ابتعاده عن الأضواء موقفه الشخصي الرافض لنظام حكم حزب البعث، فهو لم يحمل هوية اتحاد الأدباء والكتاب قط، ولم يشارك أبداً في المهرجانات والمحافل الشعرية، وقد عبّر عن رفضه لمغريات السلطة في إحدى قصائده:
قدّمتموا لي منزلاً مزخرفاً مريحْ لقاء أغنية تطابق الشروط
أوثر أن أبقى على جوادي وأهيم من مهب ريح إلى مهب ريح
للبريكان ديوان عبارة عن مختارات شعرية صادر عن دار نيبور بعنوان (متاهة الفراشة).
في عام 2002 فارق البريكان الحياة، وبعد الاحتلال الأمريكي للعراق وزوال حكم البعث عام 2003 أطلق اسم البريكان على مدرسة حكومية في منطقة حي الحسين (الحيانية)، كما أطلق اسمه على مركز حكومي للشباب والرياضة في قضاء الزبير، كما أُدرجت نبذة عنه مع قصيدة ضمن منهج الأدب للصف الثالث المتوسط، وذلك تكريماً له وتخليداً لذكراه كشاعر عراقي مبدع.

## وصلات خارجية
- من موقع أدب
- محمود البريكان محاولة أولية للتعرّف عليه، مجلة نزوى الإلكترونية